# Кантони Люксембурга
12 кантонів (люксемб. Kantonen   [ˈkɑntonən] або Kantoner [ˈkɑntonɐ] ; фр. cantons [kɑ̃tɔ̃] ; нім. Kantone [kanˈtoːnə]) Великого Герцогства Люксембург — це території місцевого самоврядування на першому рівні місцевої адміністративної одиниці (LAU-1) у Номенклатурі територіальних одиниць для статистики Європейського Союзу для цілей Євростату. Вони були підрозділами трьох округів Люксембургу до 2015 року, коли окружний рівень управління було скасовано. Кантони, у свою чергу, поділяються на 102 комуни (тобто муніципалітети).

## Список
У наведеному нижче списку подано назви кантонів французькою та люксембурзькою (у такому порядку), які є офіційними мовами Великого Герцогства Люксембург:
| Ім'я           | Люксембурзька назва | Капітал          | Виборчий округ | Герб                                   |
| -------------- | ------------------- | ---------------- | -------------- | -------------------------------------- |
| Клерво         | Клерф               | Клерво           | північ         | Armoiries Clervaux 2                   |
| Вільц          | Вольц               | Вільц            | північ         | Armoiries de Wiltz 1                   |
| Віанден        | Вейанен             | Віанден          | північ         | Armoiries de Nassau 2                  |
| Реданж         | Réiden              | Реданж           | північ         | Coat of arms redange sur attert luxbrg |
| Дикірх         | Дикреч              | Дикірх           | північ         | Coat of arms diekirch luxbrg           |
| Мерш           | Мерш                | Мерш             | центр          | Armoiries de Mersch 1                  |
| Ехтернах       | Ехтернах            | Ехтернах         | схід           | Coat of arms echternach luxbrg         |
| Капеллен       | Капеллен            | Мамер            | Південь        | Armoiries de Septfontaines 1           |
| Люксембург     | Люксембург          | Місто Люксембург | центр          | Coat of arms Luxembourg City           |
| Гревенмахер    | Грейвемахер         | Гревенмахер      | схід           | Coat of arms grevenmacher luxbrg       |
| Еш-сюр-Альзетт | Еш-Уельцехт         | Еш-сюр-Альзетт   | Південь        | Coat of arms esch alzette luxbrg       |
| Реміх          | Реміх               | Реміх            | схід           | Remich (canton) coat of arms           |